# Richard Brandt
Richard Booker Brandt (Wilmington (Ohio), 17 de octubre de 1910-Ann Arbor, 10 de septiembre de 1997) fue un filósofo estadounidense que trabajó en la tradición utilitarista de la filosofía moral.

## Educación y carrera
Brandt se educó originalmente en la Universidad Denison, una institución bautista a la que fue pastoreado por su padre ministro, y se graduó en 1930 con especialización en filosofía y estudios clásicos. En 1933 obtuvo otra licenciatura, esta vez en filosofía de la religión, de la Universidad de Cambridge. Recibió su doctorado en filosofía de la Universidad de Yale en 1936. Enseñó en el Swarthmore College antes de convertirse en Presidente del Departamento de Filosofía de la Universidad de Míchigan en 1964, donde enseñó con Charles Stevenson y William K. Frankena (1908-1994) y así pasó el resto de su carrera. El filósofo moral expresivista Allan Gibbard ha mencionado su gran deuda intelectual con Brandt.
Brandt dio las conferencias John Locke en la Universidad de Oxford en 1974-75, material que más tarde apareció en A Theory of the Good and the Right (1979).

## Obra filosófica
Brandt escribió Ethical Theory (1959), un libro de texto influyente en el campo. Defendió una versión de Reglas del utilitarismo en "Hacia una forma creíble de utilitarismo" (1963) y realizó estudios culturales y antropológicos en Ética Hopi (1954). En A Theory of the Good and the Right, Brandt propuso una "definición reformadora" de la racionalidad, que uno es racional si sus preferencias son tales que sobreviven a la psicoterapia cognitiva en términos de toda la información relevante y crítica lógica. Argumentó también que la moralidad que tales personas racionales aceptarían sería una forma de utilitarismo.
Brandt creía que las reglas morales debían considerarse en conjuntos que él llamaba códigos morales. Un código moral se justifica cuando es el código óptimo que, si se adopta y se sigue, maximizaría el bien público más que cualquier código alternativo. Los códigos pueden ser estándares de toda la sociedad o códigos especiales para una profesión como la ingeniería.